# Brunfelsia lactea
Brunfelsia lactea ist eine Art aus der Sektion Brunfelsia der Gattung Brunfelsia. Die Pflanzen kommen endemisch auf Puerto Rico vor.

## Beschreibung
Brunfelsia lactea ist ein unbehaarter Strauch mit 1 bis 3 m Höhe oder ein kleiner Baum, der bis 7 m groß werden und einen Stammdurchmesser von 10 cm haben kann. Die Laubblätter sind häutig bis lederig und stehen verstreut oder in Büscheln an den Enden der kurzen Zweige. Sie sind elliptisch, oval oder umgekehrt eiförmig geformt, 5 bis 15 cm lang, 2,5 bis 6,5 cm breit. Die Spitze kann spitz bis spitz zulaufend oder auch abgestumpft sein. Die Basis ist stumpf oder eingeengt. Von der Mittelrippe gehen meist 6 Paar Nebenadern aus, die am Blattrand zusammenlaufen. Zwischen den Nebenadern sind die Blätter netzartig geadert. Die Blattstiele sind 4 bis 15 mm lang.
Die Blüten stehen einzeln und sind endständig, erscheinen manchmal auch seitlich an kurzen Zweigen. Die Blütenstiele sind etwa 1 cm lang. Der Kelch ist glockenförmig und 10 bis 12 mm lang und mit kurzen, eiförmigen, abgerundeten Lappen besetzt. Die Krone ist blass gelb oder weißlich, wird später leicht pink. Die Kronröhre ist relativ kräftig, 5 bis 7 cm lang. Der Kronsaum hat einen Durchmesser von 5 bis 6 cm und ist mit gerundeten, breiten Lappen besetzt.
Die Früchte sind kugelförmig, 2 bis 2,5 m breit und enthalten elliptische, braune, etwa 4 mm lange Samen.

## Vorkommen
Brunfelsia lactea ist endemisch auf Puerto Rico. Dort wächst die Art in den östlichen Bergen in großen Höhen.